# Zawodśke (obwód tarnopolski)
Zawodśke (ukr. Заводське) – osiedle typu miejskiego na Ukrainie w rejonie czortkowskim obwodu tarnopolskiego. Siedziba hromady Zawodśke.

## Historia
Osiedle zbudowane w 1977 r. na miejscu dawnego chutoru Lipniki wraz z budynkami miejscowej cukrowni. W 2013 liczyło 3422 mieszkańców.